# Chimonobambusa hsuehiana
Chimonobambusa hsuehiana là một loài thực vật có hoa trong họ Hòa thảo. Loài này được D.Z.Li & H.Q.Yang mô tả khoa học đầu tiên năm 2006.